# Danh sách người đồng tính hoặc song tính luyến ái
Khái niệm và định nghĩa thiên hướng tình dục thay đổi theo thời gian. Người ta từng dùng nhiều tiêu chuẩn khác nhau để xác định thiên hướng tình dục và các nhà nghiên cứu cũng thường định nghĩa bằng nhiều cách khác nhau. Việc thống nhất các kết quả nghiên cứu khác nhau là khó khăn. Tuy nhiên, hầu hết các định nghĩa bao gồm yếu tố tâm lý (ham muốn đối với đối tượng nào) và/hoặc yết tố hành vi (giới tính của người hấp dẫn mình). Một vài định nghĩa dựa vào sự tự nhận biết của chính đối tượng.
Trong danh sách này có nhiều người Tây phương là do thái độ của xã hội đối với đồng tính luyến ở các vùng là khác nhau. Thống kê về thái độ toàn cầu năm 2003 của Trung tâm nghiên cứu Pew cho thấy châu Phi và Trung Đông chống đối đồng tính một cách mạnh mẽ. Trong khi người ở Mỹ Latin như México, Argentina, Bolivia và Brasil thì cởi mở hơn rất nhiều. Quan niệm ở châu Âu thì nằm giữa phương Tây và phương Đông. Đa số các nước Tây Âu trong cuộc thăm dò cho rằng xã hội nên chấp nhận đồng tính trong khi người Nga, người Ba Lan và người Ukraina phản đối. Người Mỹ chia làm hai nhóm: 51% ủng hộ và 42% phản đối.
Đây là một danh sách có nguồn gốc tham khảo liệt kê những người đồng tính luyến ái và song tính luyến ái nổi tiếng. Danh sách này không liệt kê những người nổi tiếng bị người ta đồn là đồng tính hoặc song tính. Chú thích L là đồng tính nữ, G là đồng tính nam, B là song tính luyến ái. Đây là danh sách không đầy đủ.

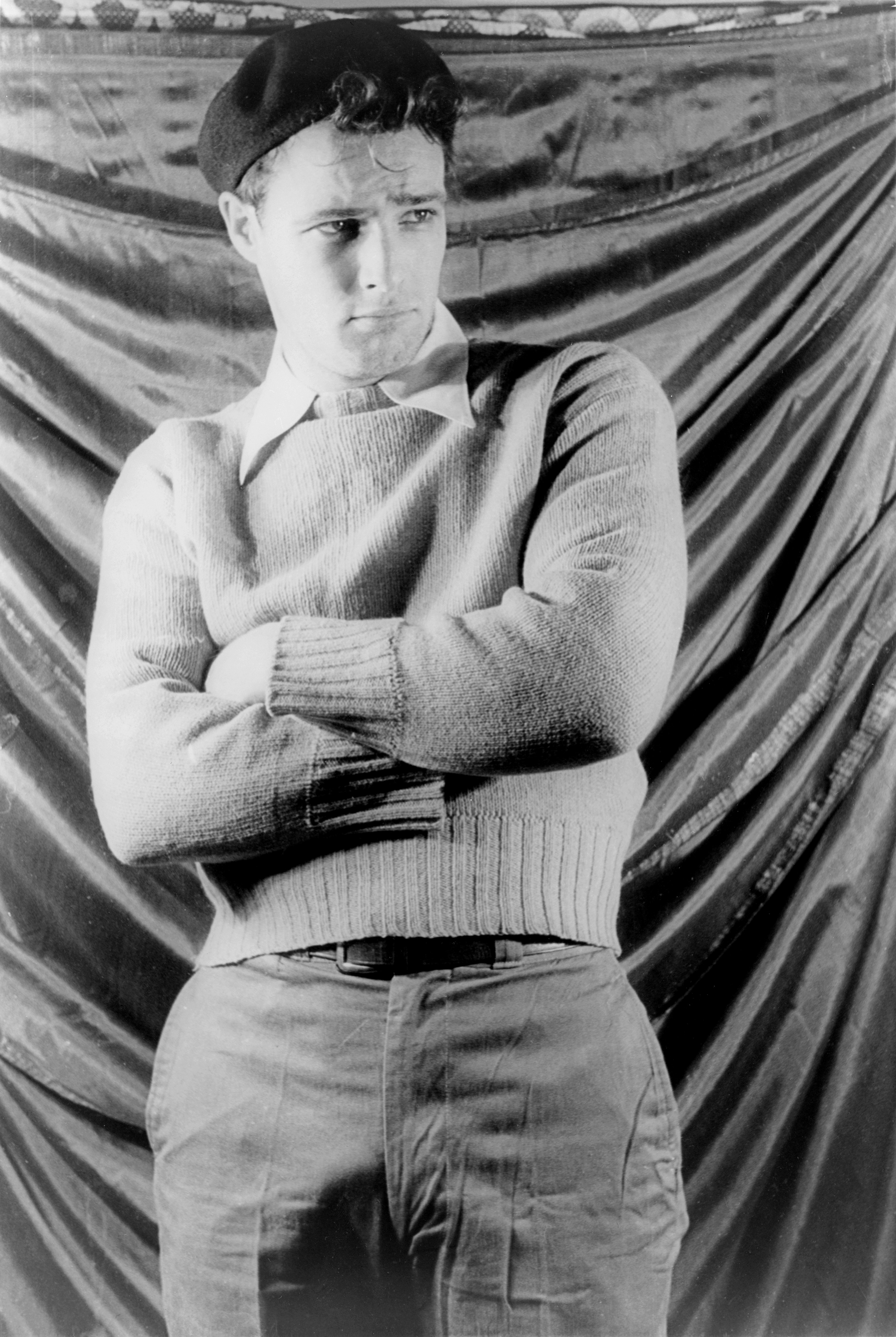
Diễn viên Marlon Brando

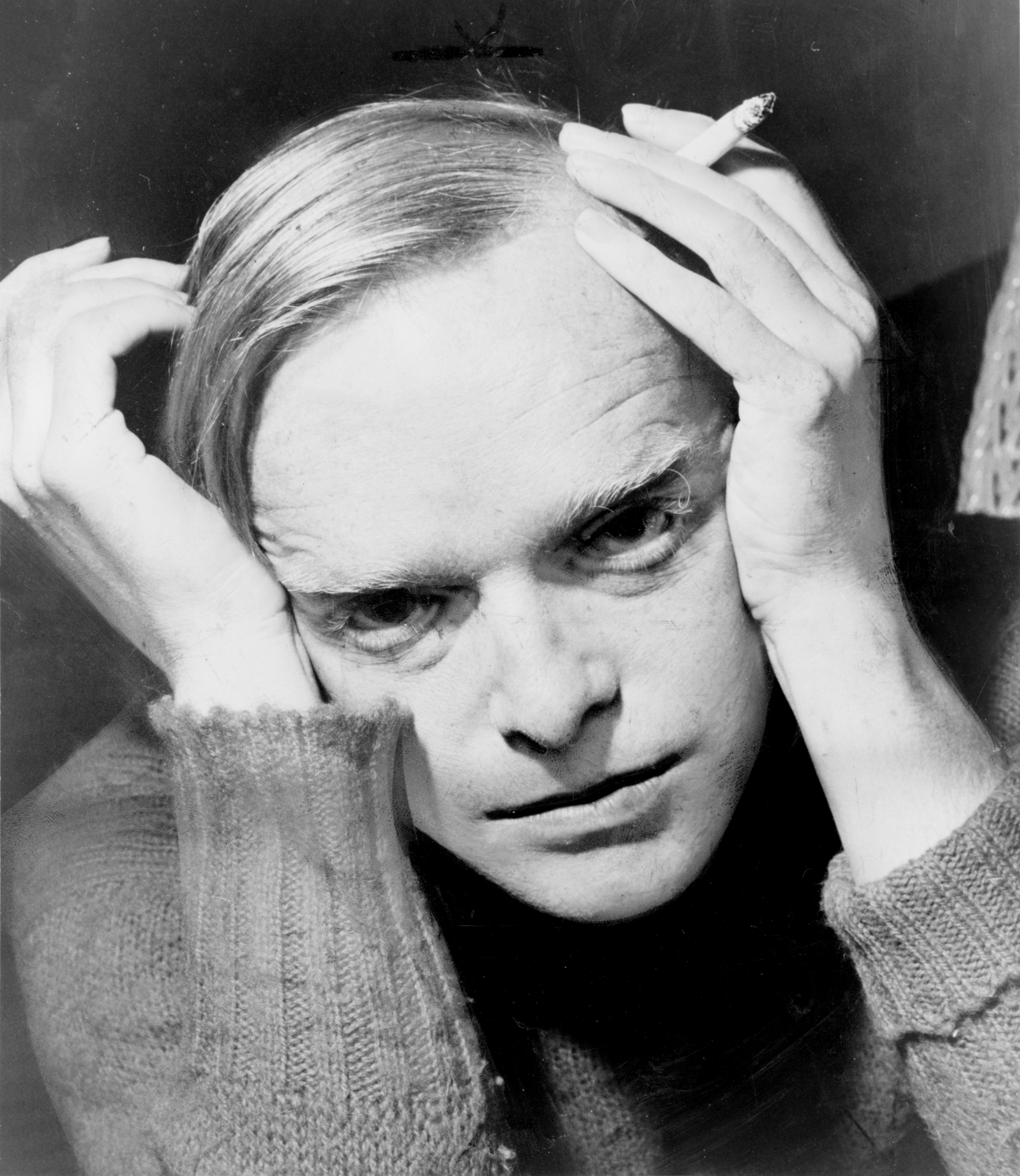
Nhà văn Truman Capote

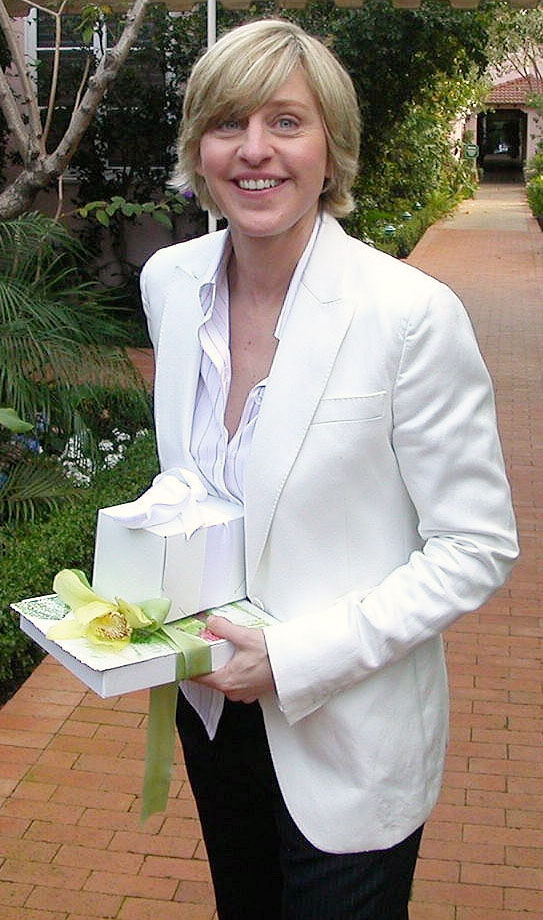
Người dẫn chương trình Ellen DeGeneres

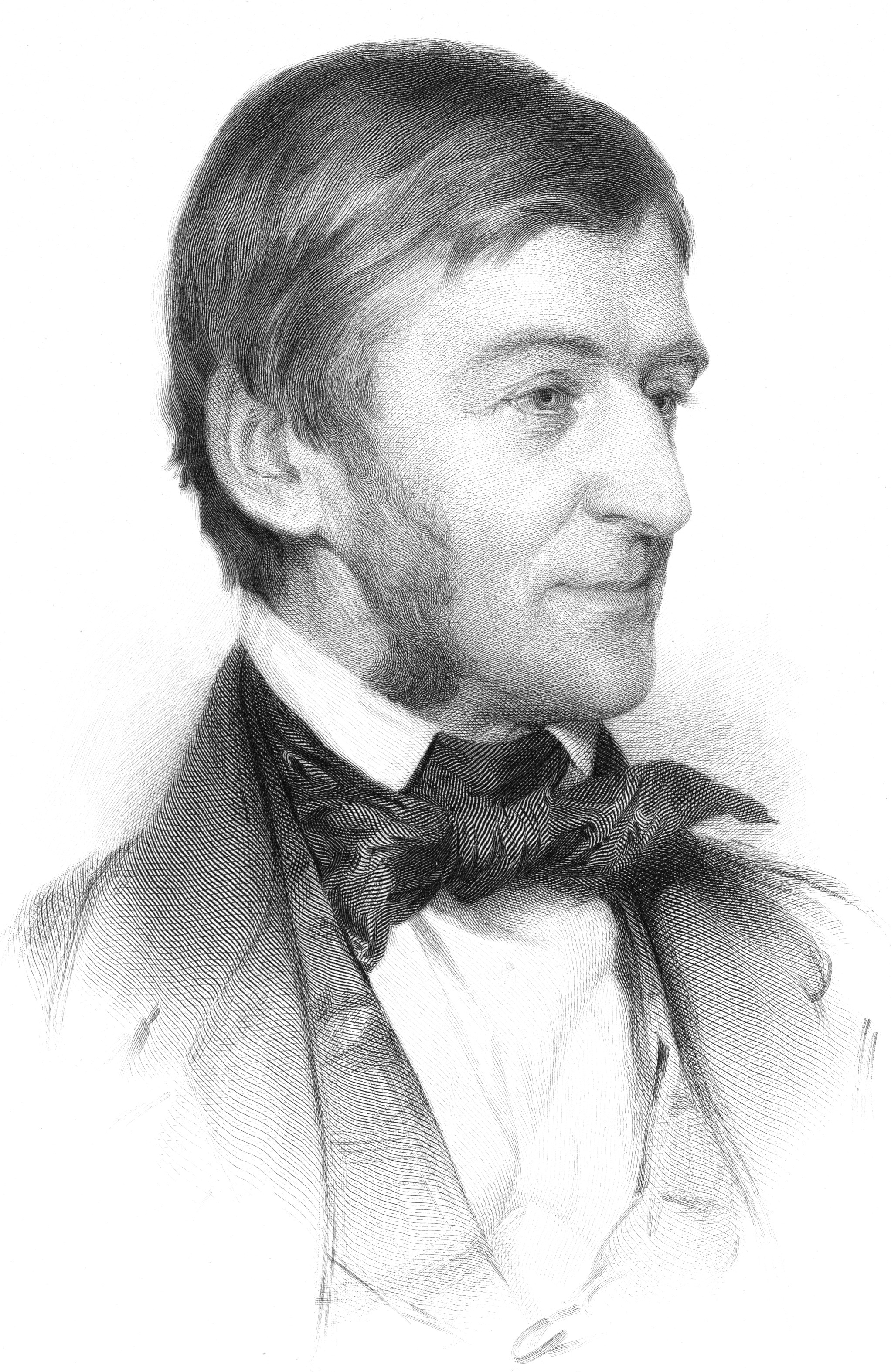
Ralph Waldo Emerson

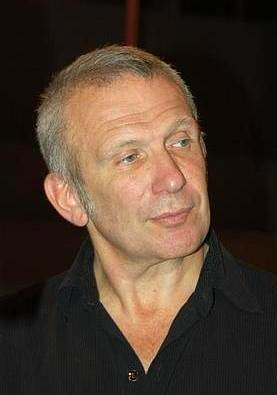
Nhà thiết kế thời trang Jean-Paul Gaultier

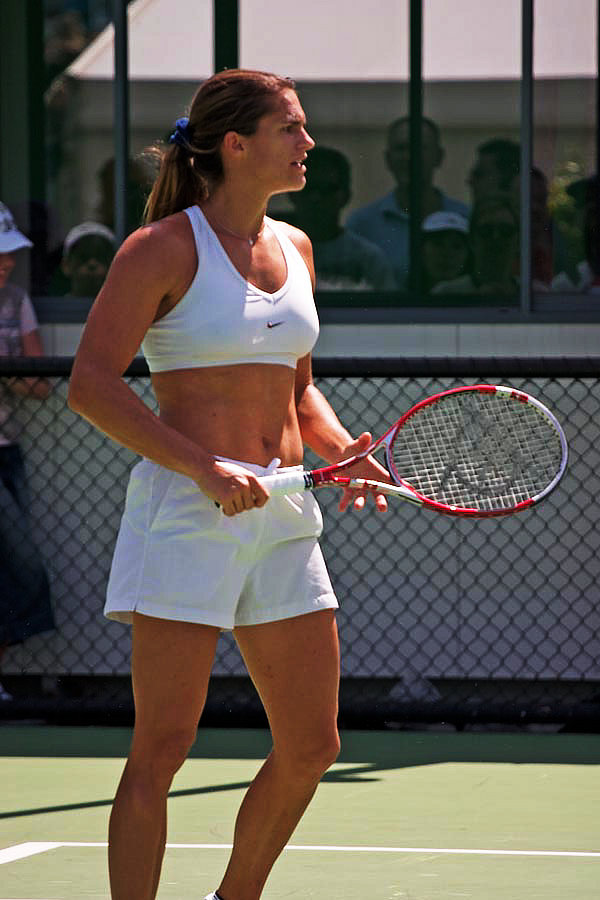
Vận động viên quần vợt Amélie Mauresmo

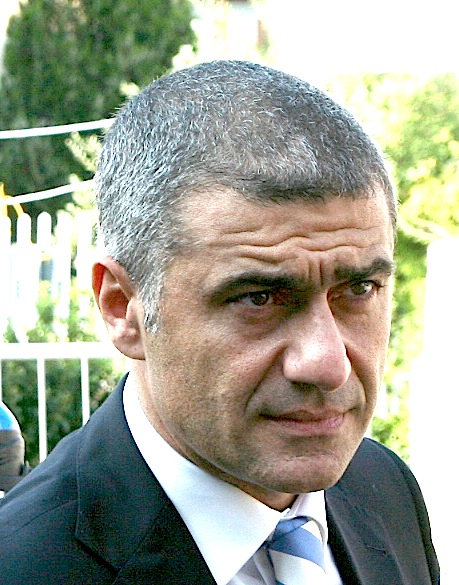
Chính trị gia Alfonso Pecoraro Scanio

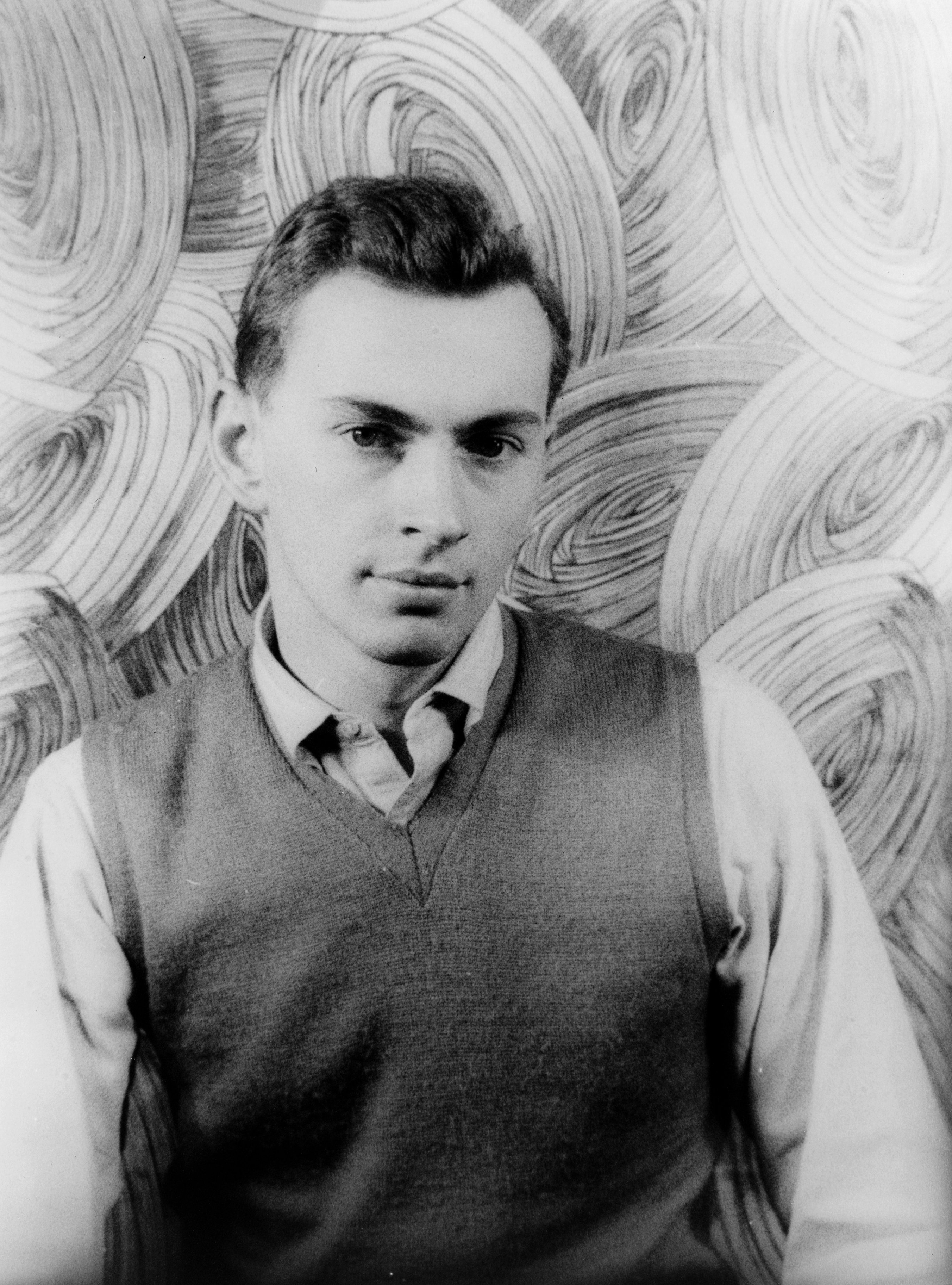
Gore Vidal

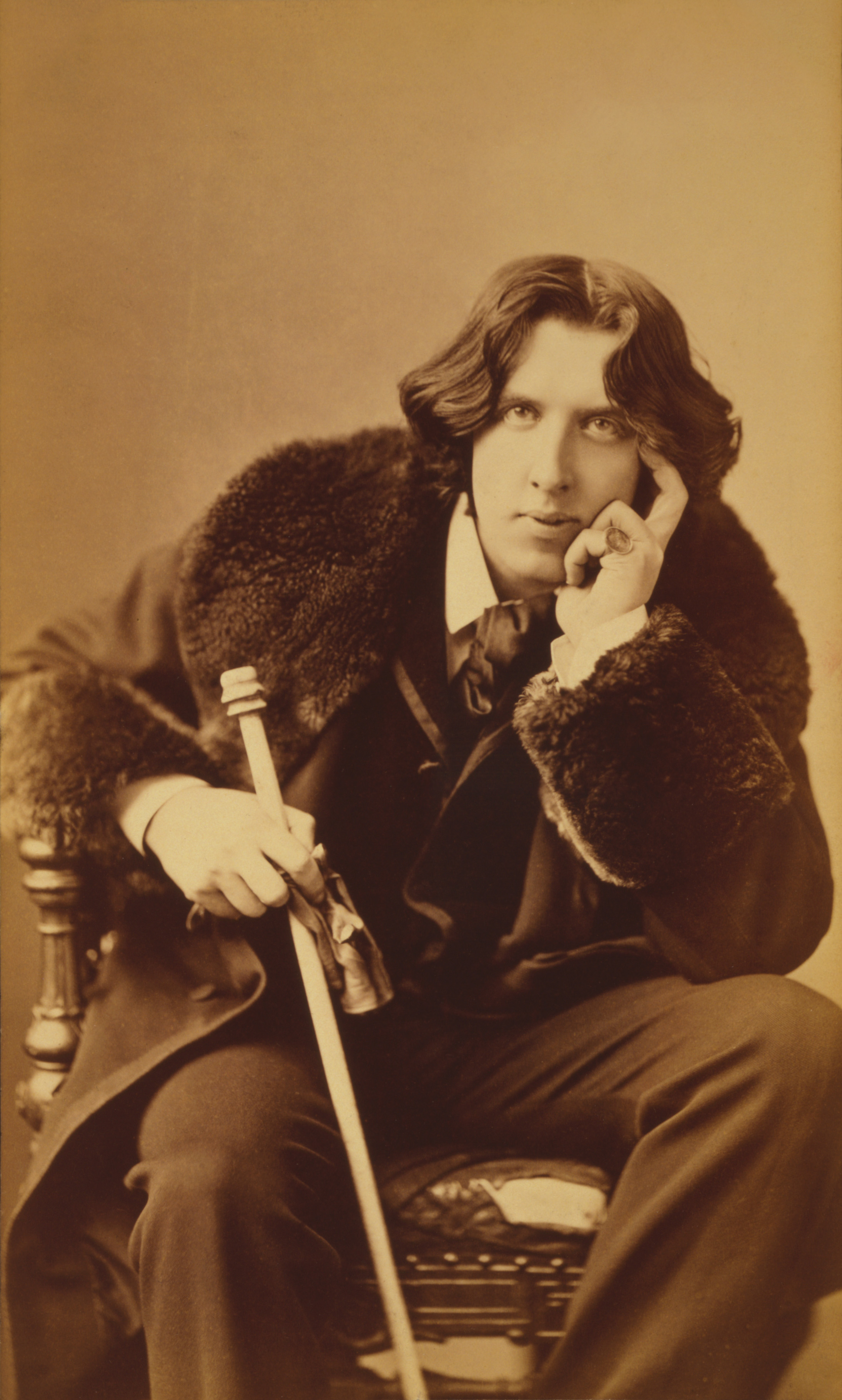
Nhà soạn kịch Oscar Wilde

| Tên                              | Năm sinh–năm mất    | Quốc tịch      | Lĩnh vực                                                                                                   | Chú thích |
| -------------------------------- | ------------------- | -------------- | --- | --------- |
| Jane Addams                      | 1860-1935           | Hoa Kỳ         | Nhà cải cách, người đạt giải Nobel hòa bình                                                                | L         |
| Sam Adams                        | b. ?                | Hoa Kỳ         | Thị trưởng thành phố lớn (top 30 ở Mỹ) đầu tiên công khai đồng tính                                        | G         |
| Horatio Alger                    | 1832-1899           | Hoa Kỳ         | Nhà văn | G         |
| Pav Akhtar                       | b. ?                | Vương quốc Anh | Chính trị gia theo Hồi giáo                                                                                | G         |
| Jean-Jacques Aillagon            | b. 1946             | Pháp           | Chính trị gia, bộ trưởng Pháp                                                                              | G         |
| Waheed Alli, Baron Alli          | b. 1964             | Anh            | Doanh nhân, triệu phú, chính trị gia theo Hồi giáo, đại biểu Quốc hội của Anh đầu tiên công khai đồng tính | G         |
| John Amaechi                     | b. 1970             | Anh            | Vân động viên bóng rổ thuộc Hiệp hội Bóng rổ Quốc gia Hoa Kỳ đầu tiên công khai đồng tính                  | G         |
| Alex Au                          | b. 1952             | Singapore      | Nhà văn, nhà hoạt động LGBT                                                                                | G         |
| Axel và Eigil Axgil              | b. 1915 1922-1995   | Đan Mạch       | Cặp đôi đồng tính đăng ký kết hợp dân sự đầu tiên trên thế giới                                            | G         |
| Antinous                         | 110-130             | Hy Lạp         | Người tình của hoàng đế La Mã Hadrian                                                                      | G         |
| Alexander Đại đế                 | 356 TCN—323 TCN     | Hy Lạp         | Hoàng đế                                                                                                   | B         |
| Tammy Baldwin                    | b. 1962             | Hoa Kỳ         | Nghị sĩ Hoa Kỳ                                                                                             | L         |
| Tim Barnett                      | b. 1958             | New Zealand    | Đại biểu Quốc hội New Zealand                                                                              | G         |
| John Barrowman                   | b. 1967             | Scotland       | Diễn viên                                                                                                  | G         |
| Drew Barrymore                   | b. 1975             | Hoa Kỳ         | Diễn viên                                                                                                  | B         |
| André Boisclair                  | b. 1966             | Canada         | Chính trị gia, nhà lãnh đạo đảng lớn (có đại diện lập pháp) công khai đồng tính ở Bắc Mỹ                   | G         |
| Marlon Brando                    | 1924-2004           | Hoa Kỳ         | Diễn viên                                                                                                  | B         |
| Scott Brison                     | b. 1967             | Canada         | Thành viên nội các chính phủ của Canada đầu tiên công khai đồng tính                                       | G         |
| Bob Brown                        | b. 1944             | Úc             | Thượng nghị sĩ, đại biểu Quốc hội của Úc đầu tiên công khai đồng tính                                      | G         |
| Judith Butler                    | b. 1956             | Hoa Kỳ         | Triết gia                                                                                                  | L         |
| Caligula                         | 12-41 CE            | La Mã          | Hoàng đế                                                                                                   | B         |
| Truman Capote                    | 1924-1984           | Hoa Kỳ         | Nhà văn, nhà soạn kịch                                                                                     | G         |
| Constantine P. Cavafy            | 1863-1933           | Hy Lạp         | Nhà thơ | B         |
| Quan Cúc Anh (Susanna Kwan)      | b. 1958             | Hồng Kông      | Diễn viên, ca sĩ                                                                                           | B         |
| Trương Quốc Vinh (Leslie Cheung) | 1956-2003           | Hồng Kông      | Diễn viên, ca sĩ                                                                                           | B         |
| David Cicilline                  | b. 1961             | Hoa Kỳ         | Chính trị gia, thị trưởng thủ phủ của một bang đầu tiên công khai đồng tính                                | G         |
| Joan Crawford                    | 1905-1977           | Hoa Kỳ         | Diễn viên                                                                                                  | B         |
| James Dean                       | 1931-1955           | Hoa Kỳ         | Diễn viên                                                                                                  | G         |
| Bertrand Delanoë                 | b. 1950             | Pháp           | Chính trị gia                                                                                              | G         |
| Elio Di Rupo                     | b. 1951             | Bỉ             | Chính trị gia                                                                                              | G         |
| Pegah Emambakhsh                 | b. ?                | Iran           | Nhà hoạt động LGBT                                                                                         | L         |
| Brian Epstein                    | 1934-1967           | Anh            | Người quản lý nhóm The Beatles                                                                             | G         |
| Roland Emmerich                  | b. 1955             | Đức            | Nhà làm phim                                                                                               | G         |
| Ellen DeGeneres                  | b. 1958             | Hoa Kỳ         | Dẫn chương trình, diễn viên                                                                                | L         |
| Edward II                        | 1284-1327           | Vương quốc Anh | Vua | B         |
| Ralph Waldo Emerson              | 1803-1882           | Hoa Kỳ         | Nhà văn, nhà thơ                                                                                           | B         |
| Michel Foucault                  | 1926-1984           | Pháp           | Triết gia, sử gia                                                                                          | B         |
| Jean-Paul Gaultier               | b. 1952             | Pháp           | Thiết kế thời trang                                                                                        | G         |
| Manvendra Singh Gohil            | b. ?                | Ấn Độ          | Hoàng tử Rajpipla                                                                                          | G         |
| Hadrian                          | 76-138 CE           | La Mã          | Chỉ huy quân sự, hoàng đế                                                                                  | G         |
| Magnus Hirschfeld                | 1868-1935           | Đức            | Bác sĩ, nhà hoạt động LGBT                                                                                 | G         |
| Elton John                       | b. 1947             | Anh            | Nhạc sĩ, ca sĩ                                                                                             | G         |
| Philip Johnson                   | 1906–2005           | Hoa Kỳ         | Kiến trúc sư                                                                                               | G         |
| Angelina Jolie                   | b. 1975             | Hoa Kỳ         | Diễn viên                                                                                                  | B         |
| Patria Jimenez                   | b. 1957             | Mexico         | Chính trị gia, người đồng tính nữ trong Quốc hội Mexico đầu tiên công khai đồng tính                       | L         |
| Kim Ji-hoo                       | 1985–2008           | Hàn Quốc       | Diễn viên, người mẫu                                                                                       | G         |
| Alfred Kinsey                    | 1894–1956           | Hoa Kỳ         | Nhà sinh vật học, nhà tình dục học                                                                         | B         |
| Quan Cẩm Bằng (Stanley Kwan)     | b. 1957             | Hồng Kông      | Đạo diễn, nhà sản xuất phim                                                                                | G         |
| k.d. Lang                        | b. 1961             | Canada         | Ca sĩ, nhạc sĩ                                                                                             | L         |
| Bạch Linh (Bai Ling)             | b. 1961             | Trung Quốc     | Diễn viên                                                                                                  | B         |
| Amélie Mauresmo                  | b. 1979             | Pháp           | Vận động viên quần vợt                                                                                     | L         |
| Ian McKellen                     | b. 1939             | Vương quốc Anh | Diễn viên, nhà hoạt động LGBT                                                                              | G         |
| Jim McGreevey                    | b. 1957             | Hoa Kỳ         | Thống đốc bang New Jersey                                                                                  | G         |
| Giovanni Pico della Mirandola    | 1463–1494           | Ý              | Triết gia                                                                                                  | G         |
| Mwanga II of Buganda             | 1868–1903           | Buganda        | Vua | G         |
| Michelangelo                     | 1475 - 1564         | Ý              | Nhà điêu khắc, họa sĩ                                                                                      | G         |
| Harvey Milk                      | 1930–1978           | Hoa Kỳ         | Chính trị gia, hoạt động quyền LGBT                                                                        | G         |
| Martina Navratilova              | b. 1956             | Czech          | Vận động viên quần vợt                                                                                     | L         |
| Laurence Olivier                 | 1907–1989           | Vương quốc Anh | Diễn viên                                                                                                  | B         |
| Kanako Otsuji                    | b. 1974             | Nhật Bản       | Chính trị gia của Nhật Bản đầu tiên công khai đồng tính                                                    | L         |
| Gene Robinson                    | b. 1947             | Hoa Kỳ         | Giám mục                                                                                                   | G         |
| Alfonso Pecoraro Scanio          | b. 1959             | Italian        | Politician                                                                                                 | G         |
| Jóhanna Sigurðardóttir           | 1942                | Iceland        | Chính trị gia                                                                                              | L         |
| Sappho                           | ca. 630 TCN–570 TCN | Hy Lạp         | Nhà thơ | L         |
| Gertrude Stein                   | 1874–1946           | Hoa Kỳ         | Nhà văn | L         |
| Lucius Cornelius Sulla           | 138 TCN–78 TCN      | La Mã          | Chỉ huy quân sự, nhà độc tài                                                                               | G         |
| Modest Ilyich Tchaikovsky        | 1850–1916           | Nga            | Nhà soạn kịch, nhạc sĩ, dịch giả                                                                           | G         |
| Thái Thịnh                       | 1966                | Việt Nam       | Nhạc sĩ | G         |
| Alan Turing                      | 1912–1954           | Anh            | Nhà toán học, mật mã học                                                                                   | G         |
| Dave Upthegrove                  | b. 1971             | Hoa Kỳ         | Chính trị gia                                                                                              | G         |
| Paul Verlaine                    | 1844–1896           | Pháp           | Nhà thơ | G         |
| Gore Vidal                       | b. 1925             | Hoa Kỳ         | Nhà văn, diễn viên                                                                                         | B         |
| Leonardo da Vinci                | 1452-1519           | Ý (Florentine) | Họa sĩ, nhà toán học, kỹ sư, nhà phát minh                                                                 | G         |
| Patrick White                    | 1912–1990           | Úc             | Nhà văn | G         |
| Joop Wijn                        | b. 1969             | Hà Lan         | Chính trị gia                                                                                              | G         |
| Oscar Wilde                      | 1854–1900           | Ireland        | Nhà soạn kịch, nhà văn                                                                                     | G         |
| Xuân Diệu                        | 1916–1985           | Việt Nam       | Nhà thơ | G         |